# Snežatno
Snežatno é um assentamento localizado no município de Brda na Eslovênia. Possuía uma população estimada de 89 habitantes em 2020.